# Оскар Ришард Ланге

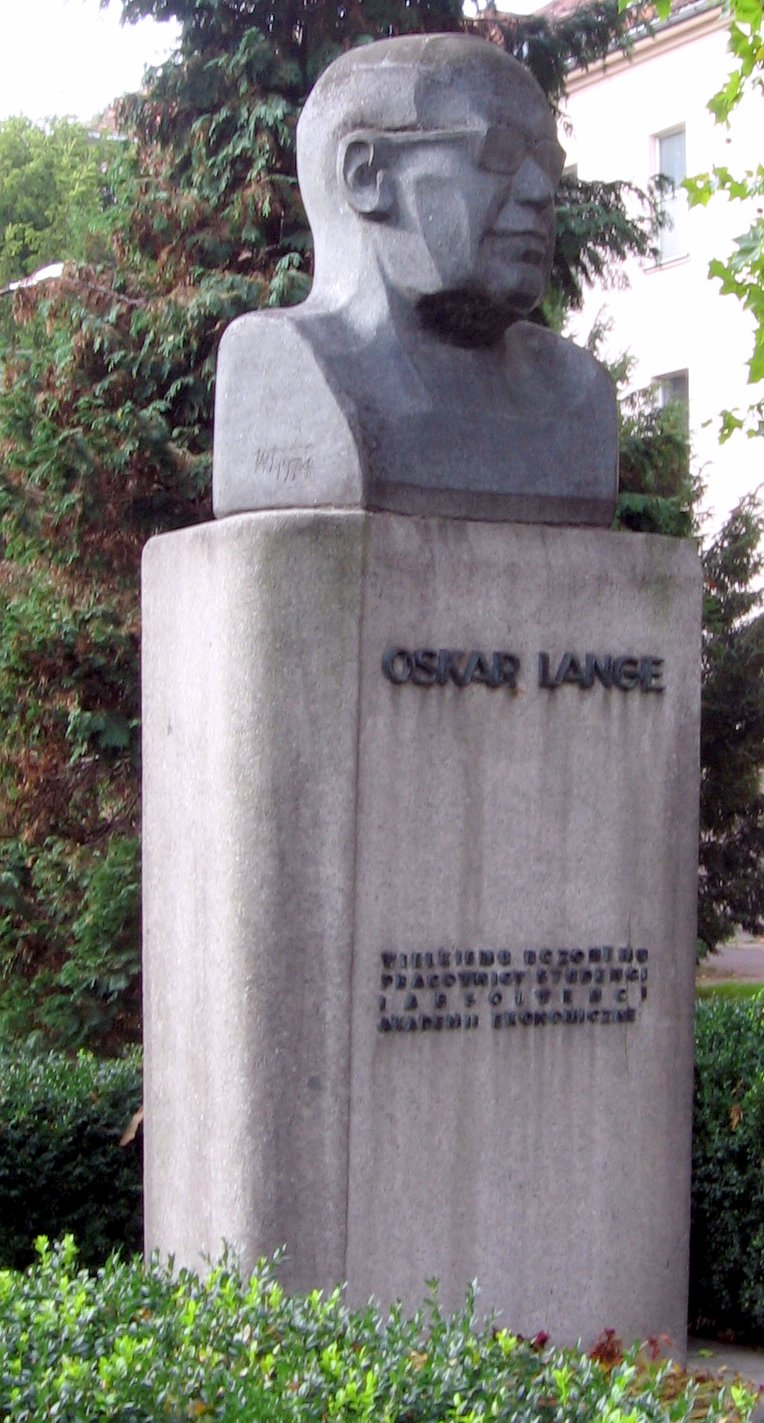
Лянґе Оскар

Оскар Ришард Лянґе (пол. Oskar Ryszard Lange, 27 липня 1904, Томашув-Мазовецький — 2 жовтня 1965, Лондон) — польський економіст і державний діяч. Він найбільш відомий тим, що виступав за використання ринкових інструментів ціноутворення в соціалістичних системах і запропонував модель ринкового соціалізму. Він відповів на проблему економічного розрахунку, запропоновану Людвігом фон Мізесом і Фрідріхом Гаєком, стверджуючи, що менеджери в централізованій економіці зможуть контролювати попит і пропозицію через збільшення і зменшення запасів товарів, і виступав за націоналізацію основних галузей промисловості. Під час свого перебування в Сполучених Штатах Ланге був академічним викладачем і дослідником в галузі математичної економіки. Пізніше в соціалістичній Польщі він був членом Центрального комітету Польської об'єднаної робітничої партії.

## Професійна кар'єра
Лянґе народився в Томашуві Мазовецькому в сім'ї протестантського фабриканта Артура Юліуса Ланґе та його дружини Софі Альбертини Рознер. Його предки емігрували на початку 19 століття з Німеччини до Польщі. Він вивчав право та економіку в Краківському університеті, де в 1928 році захистив докторську дисертацію під керівництвом Адама Кшижановського. З 1926 по 1927 рік Ланґе працював у Міністерстві праці у Варшаві, а потім був науковим співробітником Краківського університету (1927-31). У 1932 році він одружився з Ірен Одерфельд. У 1934 році стипендія Фонду Рокфеллера привела його до Англії, звідки він емігрував до Сполучених Штатів у 1937 році. У 1938 році Ланге став професором Чиказького університету, а в 1943 році отримав американське громадянство[6].
Йосип Сталін, який вважав Ланге людиною лівих і прорадянських симпатій, переконав президента Франкліна Д. Рузвельта отримати для Ланге паспорт для відвідування Радянського Союзу в офіційній якості, щоб Сталін міг поговорити з ним особисто; він також пропонував запропонувати йому посаду в майбутньому польському кабінеті міністрів. Державний департамент був проти поїздки Ланге як емісара, оскільки вважав, що його політичні погляди не репрезентують ані американців польського походження, ані американську громадську думку загалом. Поїздка Ланґе до Радянського Союзу в 1944 році викликала подальші суперечки, оскільки новостворений Польсько-американський конгрес засудив його і захищав інтереси польського уряду у вигнанні, що базувався в Лондоні. Ланге повернувся до Сполучених Штатів наприкінці травня і зустрівся, на прохання Рузвельта, з прем'єр-міністром уряду у вигнанні Станіславом Миколайчиком, який перебував з візитом у Вашингтоні. Ланге підкреслив, наскільки поміркованим був готовий бути Сталін (Сталін розповів йому про радянське бажання зберегти незалежну Польщу під керівництвом коаліційного уряду), і попросив Державний департамент чинити тиск на польське керівництво у вигнанні, щоб досягти порозуміння з радянським лідером[7].
Наприкінці Другої світової війни Ланге порвав з польським урядом у вигнанні і передав свою підтримку Люблінському комітету (PKWN), який спонсорувався Радянським Союзом. Ланге був посередником між Рузвельтом і Сталіним під час дискусій на Ялтинській конференції про повоєнну Польщу.
Після закінчення війни у 1945 році Ланґе повернувся до Польщі. Він відмовився від американського громадянства і повернувся до США того ж року як перший посол Польської Народної Республіки в США[8]. 1946 року Ланґе також був делегатом Польщі в Раді Безпеки Організації Об'єднаних Націй. З 1947 року жив у Польщі[6].
Оскар Ланге працював на польський уряд, продовжуючи навчатися у Варшавському університеті та Вищій школі планування і статистики. У 1961-65 роках він був заступником голови Державної Ради Польщі, а також одним з чотирьох виконуючих обов'язки голови Державної Ради (функція глави держави).

## Академічний внесок
Основний внесок Ланге в економічну науку був зроблений під час його американської інтерлюдії 1933-45 років. Незважаючи на те, що Ланге був палким соціалістом, він засуджував марксистську трудову теорію вартості, оскільки був глибоко переконаним прихильником неокласичної теорії ціни. В історії економіки він, мабуть, найбільш відомий своєю працею "Економічна теорія соціалізму", опублікованою в 1936 році, в якій він знаменито об'єднав марксистську економіку та неокласичну економіку.
У цій книзі Ланге виступав за використання ринкових інструментів (особливо неокласичної теорії ціноутворення) в економічному плануванні соціалізму і марксизму. Він пропонував, щоб центральні планові органи встановлювали ціни методом "спроб і помилок", вносячи корективи в міру виникнення дефіциту і надлишку, а не покладаючись на механізм вільного ціноутворення. За цієї системи центральні планові органи довільно встановлювали ціну на продукцію, вироблену на державних заводах, і підвищували її або знижували, залежно від того, чи призводила вона до дефіциту або надлишку. Після того, як такий економічний експеримент проводився кілька разів, для планування економіки використовувалися математичні методи: якщо виникав дефіцит, ціни підвищувалися, якщо надлишок - знижувалися. 9] Підвищення цін заохочувало б бізнес збільшувати виробництво, керуючись бажанням збільшити прибутки, і в такий спосіб ліквідувати дефіцит. Зниження цін заохочувало б бізнес до скорочення виробництва з метою запобігання збиткам, що ліквідувало б надлишок. На думку Ланге, така симуляція ринкового механізму була б здатна ефективно управляти попитом і пропозицією. Прихильники цієї ідеї стверджували, що вона поєднує переваги ринкової економіки з перевагами соціалістичної.
Ланге стверджував, що за допомогою цієї ідеї державна економіка буде щонайменше такою ж ефективною, як капіталістична або приватна ринкова економіка. Він стверджував, що це можливо за умови, що державні планувальники використовуватимуть систему цін, як у ринковій економіці, і дадуть вказівки керівникам державних галузей параметрично реагувати на встановлені державою ціни (мінімізувати витрати тощо). Аргумент Ланге був одним із ключових у дискусії про соціалістичне калькулювання з економістами австрійської школи. На той час серед англійських соціалістів Фабіанського товариства існувала думка, що Ланге виграв дебати.[9] Його роботи надали найбільш ранню модель ринкового соціалізму.[10] Есе Гаєка під назвою "Використання знань у суспільстві" є спростуванням роботи Ланге і вважається однією з найважливіших статей, коли-небудь написаних в економічній науці.[11]
Ланге також зробив внесок у різні інші сфери. Він був одним з провідних представників "паретіанського відродження" в теорії загальної рівноваги в 1930-х роках. У 1942 році він надав одне з перших доведень Першої та Другої теорем добробуту. Започаткував аналіз стійкості загальної рівноваги (1942, 1944). Його критика кількісної теорії грошей (1942) спонукала його учня Дона Патінкіна розробити свою чудову "інтеграцію" грошей в теорію загальної рівноваги. Ланге зробив кілька фундаментальних внесків у розвиток неокласичного синтезу (1938, 1943, 1944). Він працював над інтеграцією класичної та неокласичної економіки в єдину теоретичну структуру (наприклад, 1959). В останні роки життя Ланге також працював над кібернетикою та використанням комп'ютерів для економічного планування.
Міжнародний інститут соціальних досліджень (ISS) нагородив Оскара Ланге почесною стипендією в 1962 році.

## Основні життєві віхи

### У США
У 1937 році емігрував до США. У 1944 році був посланником президента Франкліна Рузвельта до Сталіна. Декілька разів згадується в радянських депешах (див. Проект Венона).
У 1938—1945 роках викладав у Чиказькому університеті.
У 1945—1947 роках — посол Польщі в США. Від грудня 1947 р. — делегат від Польщі в ООН і Раді безпеки ООН.

### У Польщі
У 1945—1948 рр. — чільний діяч Польської соціалістичної партії.
У 1949 р. отримав звання професора економіки. З 1952 — член Польської академії наук. По смерті Сталіна виголосив апологетичний реферат «Ostatni wkład Józefa Stalina do ekonomii politycznej».
У 1949—1956 рр. — професор, а у 1952—1955 рр. — ректор Головної школи планування і статистики (нині Szkoła Główna Handlowa).
У 1952—1963 роках — працівник Польської академії наук.
У 1955—1957 роках член Державної Ради Польщі.
З 1956 р. — професор Варшавського університету.
У 1957—1963 рр. — голова Економічної Ради при уряді Польщі.
У 1957—1959 рр. — голова Європейської Економічної Комісії ООН.
Був також радником з економічних питань у Індії (1955—1956) i на Цейлоні (1959).
У 1947—1969 р.р. — посол Польського Сейму.

### Визнання
Іменем Оскара Лянґе названа Економічна академія у Вроцлаві, Варшавська школа економіки та ін. наукові заклади в Польщі.